# Asyndetus guangxiensis
Asyndetus guangxiensis är en tvåvingeart som beskrevs av Zhang och Yang 2003. Asyndetus guangxiensis ingår i släktet Asyndetus och familjen styltflugor. Inga underarter finns listade i Catalogue of Life.